# Temporada do Oscar
Temporada do Oscar (em inglês, Oscar season) é a época do ano em que os estúdios de cinema de Hollywood lançam muitos filmes que consideram como mais prováveis de serem aclamados pela crítica na esperança de serem premiados com um Oscar. A temporada do Oscar normalmente começa no final do outono no hemisfério norte, por volta do mês de novembro e termina em 31 de dezembro de cada ano.

## Origem
A premiação do Oscar ocorre todo final de fevereiro e os filmes que ganham prêmios normalmente têm um aumento nas vendas. Para aproveitar isso, os estúdios lançam filmes que consideram "dignos do Oscar" no outono, antes do prazo final de elegibilidade, para que os filmes permaneçam frescos na memória dos críticos e membros da Academia antes da premiação, aumentando suas chances de ser indicado ao prêmio.
Receber o prêmio, no entanto, nem sempre se traduz em sucesso comercial para um filme. Por exemplo, The Hurt Locker ganhou um Oscar de Melhor Filme em 2010, mas acabou arrecadando US$ 16 milhões nas bilheterias norte-americanas. Os produtores atribuíram esse fracasso comercial à pirataria desenfreada.

## Campanhas
Durante a temporada do Oscar, os estúdios fazem campanhas de marketing pesadas e gastam muito dinheiro para influenciar os membros da Academia. Harvey Weinstein, da Miramax, foi particularmente conhecido por usar essas táticas. Por exemplo, Weinstein supostamente espalhou boatos de que John Nash era antissemita para prejudicar as chances de A Beautiful Mind, que estava competindo com In the Bedroom da Miramax. Além disso, as manobras secretas de Weinstein geraram suspeitas quando The Reader, que recebeu críticas mistas pela imprensa, foi indicado ao prêmio. Anthony Minghella e Sydney Pollack, que morreram no mesmo ano, eram produtores executivos do filme, e muitos críticos apontaram para a estratégia de conseguir votos como uma homenagem.
O chefe do estúdio geralmente é pessoalmente responsável por realizar campanha para que os filmes do estúdio recebam o prêmio. Normalmente, isso acontece realizando festas privadas com a presença de várias celebridades para "amigos" antes da premiação. O CEO da Universal Pictures, Ronald Meyer, por exemplo, tentou influenciar membros da Academia - como Ron Howard, Brian Grazer e Frank Langella - oferecendo um coquetel no Nobu West.